# Gröbern (Muldestausee)
Gröbern ist ein Ortsteil der  Gemeinde Muldestausee im Landkreis Anhalt-Bitterfeld in Sachsen-Anhalt (Deutschland).

## Geografie

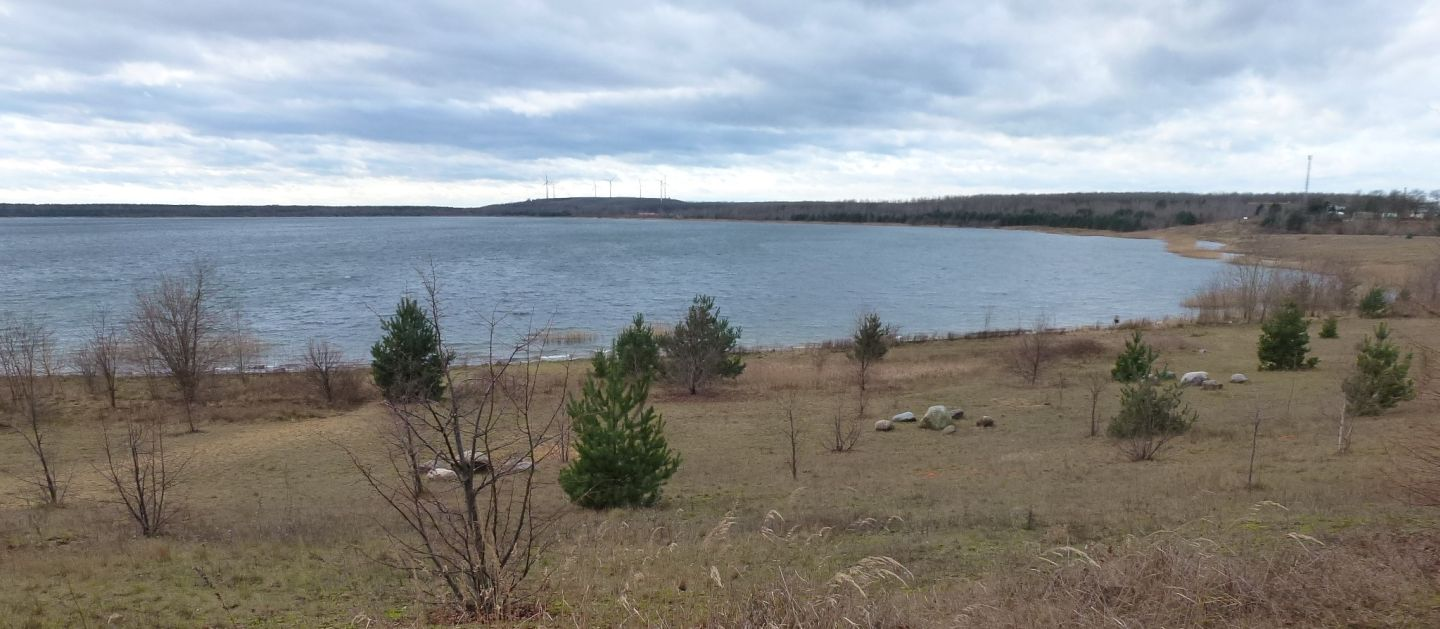
Gröberner See

Gröbern liegt zwischen Dessau-Roßlau und Leipzig am Rande der Dübener Heide. In einem Restloch des Tagebaus Gröbern entsteht auf 36 ha der Gröberner See.

## Geschichte
Bei der Einweihung der Kirche zu Wörlitz am 12. Dezember 1200 wurde Gröbern zum ersten Mal erwähnt. Im 13. Jahrhundert wurde von Mönchen, die von Wörlitz kamen, eine Kapelle errichtet. Im 15. Jahrhundert gehörte der Ort Herrn Rabiel von Pouch. 1531 kam Gröbern zum Pfarramt Zschornewitz. Im Dreißigjährigen Krieg wurde der Ort völlig zerstört. 1653 kehrten die ersten Anwohner zurück und der Ort wurde ab 1686 wieder bewohnt. Die zerstörte Kirche wurde 1686–1699 wieder aufgebaut.
Vor der Völkerschlacht bei Leipzig wurde der Ort von einem französischen Wachposten und 30 Mann besetzt. Durch preußische Dragoner wurde er befreit. Bis 1815 gehört Gröbern zum Kurfürstentum Sachsen (Amt Gräfenhainichen), später zum neu gegründeten Landkreis Bitterfeld in Preußen.
Verkehrstechnisch wurde der Ort 1824 mit dem Bau der Landstraße Wittenberg-Bitterfeld erschlossen. 1921 wurde der Sportverein HSV Gröbern, 1925 die Freiwillige Feuerwehr Gröbern und 1927 der erste Spielmannszug gegründet. 1941 wurde eine Grube zur Erschließung der Braunkohlenvorräte vorbereitet, 1944 wurde das Vorhaben eingestellt.
Im Rahmen der Gebietsreform kam Gröbern 1952 zum neu gegründeten Kreis Gräfenhainichen. Von 1974 bis 1979 wurde das Mehrzweckgebäude errichtet. In den 1980er Jahren wurden Vorbereitungen zur Eröffnung des Tagebaus Gröbern getroffen, im März 1985 fuhr der erste Kohlezug. 1993 wurde der Tagebau geschlossen. Seit demselben Jahr gehörte die Gemeinde zur neu gegründeten Verwaltungsgemeinschaft Schmerzbach. 1994 wechselte der Ort wieder zum Landkreis Bitterfeld. Am 5. Dezember 1995 wurde vom Regierungspräsidium die Urkunde über die Führung eines Wappens übergeben. 1998 wurde der Verein „ZEUSS“ („Zentrum für Erholung, Umwelt, Sport und Soziales“ – Kinder und Jugend sind Zukunft) zur Förderung und Einrichtung eines gleichnamigen Projektes auf dem ehemaligen Tagesbaus gegründet. Seit dem 1. Juli 2007 gehört Gröbern zum neuen Landkreis Anhalt-Bitterfeld. Am 1. Januar 2010 wurde der Ort in die neu gegründete Gemeinde Muldestausee eingemeindet.

## Wappen

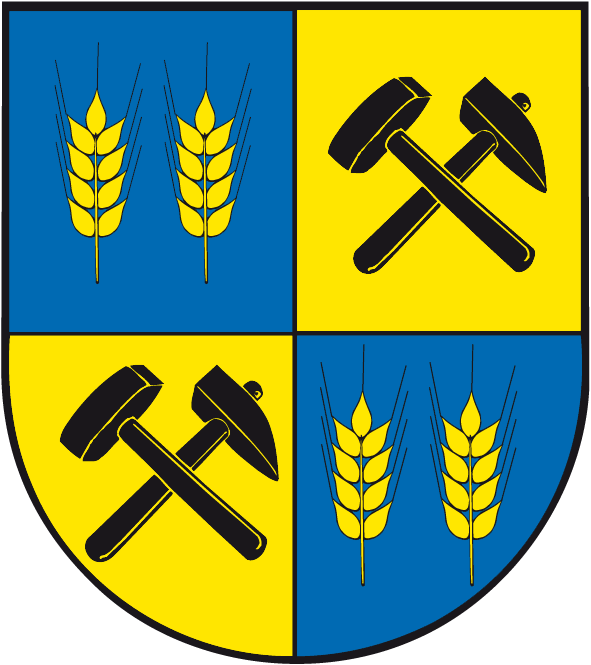
Ortswappen

Blasonierung: „Geviert von Blau und Gold; Feld 1 und 4: zwei goldene Ähren, Feld 2 und 3: ein schwarzes Bergmannsgezähe.“
Um ein offiziell genehmigtes Wappen zu führen, beauftragte die damalige Gemeinde im Jahr 1995 den Magdeburger Kommunalheraldiker Jörg Mantzsch mit der Gestaltung und Einleitung des Genehmigungsverfahrens. Erwerbsquelle war in Gröbern jahrhundertelang die Landwirtschaft. Es war ein typisches Bauerndorf mit Ackerbau und etwas Viehzucht. In der jüngsten Vergangenheit wurde in der Region Bergbau betrieben. Von diesen Gegebenheiten her wurden Wappenelemente beschlossen: Die Landwirtschaft symbolisieren im gevierten Schild auf zwei blauen Plätzen je zwei goldene Ähren, den Bergbau auf zwei goldenen Plätzen je ein schwarzes Schlägel und Eisen.
Die Farben Gröberns sind Gelb und Blau.

## Verkehrsanbindung
Durch den Ort führt die Bundesstraße 100 von Bitterfeld-Wolfen nach Wittenberg. Im ÖPNV verkehren die MDV- Buslinien 420 (Bitterfeld – Krina – Gräfenhainichen) und 423 (Bitterfeld – Muldenstein – Krina), betrieben durch Vetter Verkehrsbetriebe.
Nächstgelegene Bahnanbindung ist Burgkemnitz an der Bahnstrecke Berlin–Halle. Dort verkehren die Linien S 2 und S 8 der S-Bahn Mitteldeutschland.

## Waldelefant

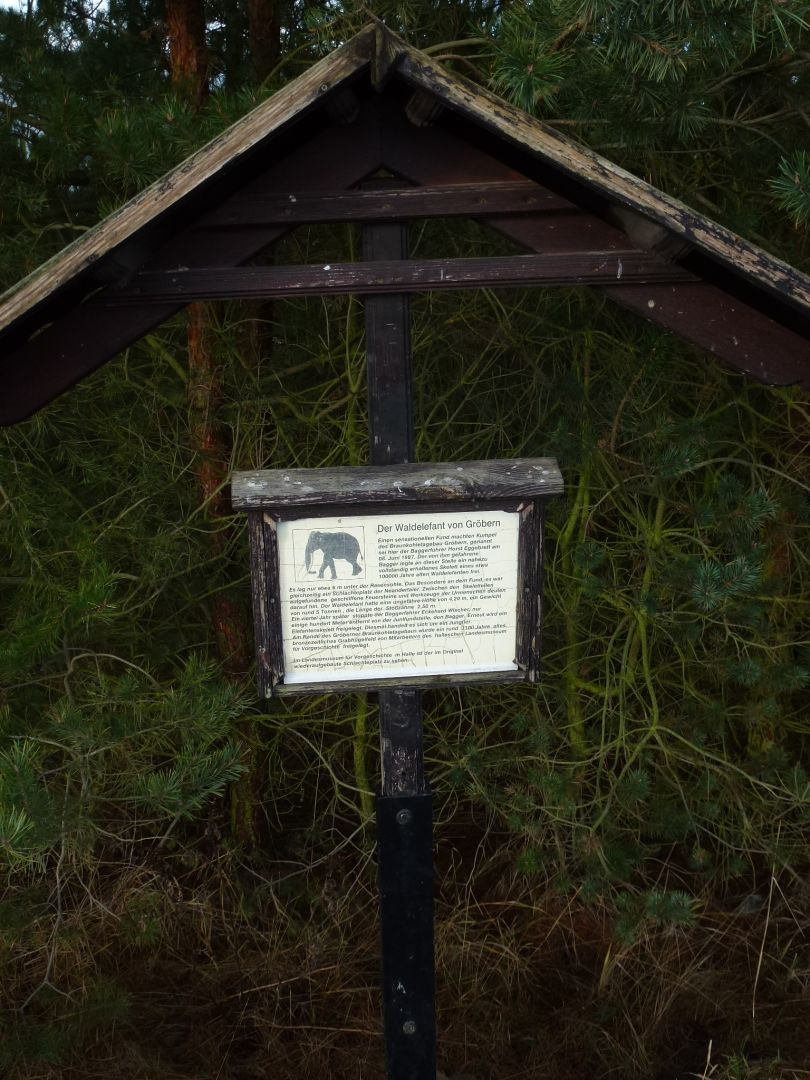
Informationstafel zur Fundstelle des Waldelefanten am Ostufer des Gröberner Sees

Am 8. Juni 1987 stießen Baggerfahrer im Tagebau Gröbern auf Knochen eines 100.000 Jahre alten Waldelefanten, die im Landesmuseum für Vorgeschichte in Halle gezeigt werden.